# Ian Munro (Pianist)
Ian Munro (* 1963 in Melbourne) ist ein australischer Pianist, Komponist und Musikpädagoge.

## Leben und Wirken
Munro besuchte das Scotch College und das Victorian College of the Arts. Er hatte den ersten Klavierunterricht bei Rodney Hurst, einem Schüler von Alfred Cortot, und setzte seine Ausbildung in Wien, London und in Italien bei Noretta Conci, Guido Agosti und Michele Campanella fort. Seine Laufbahn als Pianist begann in Großbritannien. Er gewann dort 1987 den Zweiten Preis bei der  Leeds International Piano Competition und trat u. a. mit dem Royal Philharmonic Orchestra, dem English Chamber Orchestra, den London Mozart Players, dem BBC Concert Orchestra und dem BBC Scottish Symphony Orchestra auf. Er arbeitete auch mit Orchestern in Polen, Italien, Portugal, Russland, den USA, China und Neuseeland und praktischen allen namhaften Orchestern Australiens zusammen.
Sein Repertoire umfasst etwa sechzig Klavierkonzerte, sein besonderes Interesse gilt selten gespielten Komponisten des 19. und 20. Jahrhunderts und der zeitgenössischen Musik. So nahm er wenig bekannte Klavierwerke Arthur Benjamins und  Elena Kats-Chernins Klavierkonzert auf und verfasste Biografien Benjamins und Katharine Parkers. Als Kammermusiker ist er seit 2000 Mitglied des Australia Ensemble in Sydney.
Nach der Geburt seiner Tochter Lucy 1992 komponierte Munroe Lucy’s Book (1993–2006) und das Children’s Concerto (1999). Mit seinem Klavierkonzert Dreams gewann er 2003 den Concours Reine Elisabeth in Brüssel. Im Auftrag des Tasmanian Symphony Orchestra entstanden die Kompositionen Blue Rags (2005), Drought & Night Rain (2005) und O Traurigkeit (2006, für die Cellistin Sue-Ellen Paulsen). Ein Auftragswerk für das Flinders Quartet war das Klavierquintett Divertissement sur le nom d’Erik Satie (2006). Weiterhin komponierte Munroe u. a. einen Liederzyklus für Elizabeth Campbell, ein Divertimento für das Melbourne Chamber Orchestra, Black Is the Night für den Geiger Richard Tognetti, zwei Streichquartette, das Klarinettenquintett Songs from the Bush und ein Flötenkonzert (uraufgeführt 2016 von Prudence Davis). 2015 wurde sein Liedzyklus Three Birds (nach Gedichten von Judith Wright, Emily Dickinson und Matsuo Basho) von Sara Macliver und dem Australia Ensemble uraufgeführt.
Von 1995 bis 1999 leitete Munroe das Klavierdepartment des  Tasmanian Conservatorium of Music, danach unterrichtete er an der University of New South Wales und an der Australian National Academy of Music. Außerdem gab er Meisterklassen u. a. in Australien, Japan, Hong Kong, Vietnam, Thailand und elf Jahre lang beim Dartington International Summer Festival in Großbritannien und wirkt als Juror an verschiedenen Klavierwettbewerben mit.